# Богучарово (усадьба)
Богучарово — помещичья усадьба славянофила и философа Алексея Хомякова, расположенная в поселке Октябрьский городского округа Тула Тульской области (ранее село Богучарово Тульского уезда), и являющаяся одной из старейших в регионе. В 2005 году на базе усадьбы открыт Историко-художественный музей Алексея Хомякова — филиал Тульского историко-архитектурного музея.

## История

### Ранние годы
В XVII веке известно как село Далматское. Помещик этого села некто Богучаров, женившись на внучке сокольничего царя Алексея Михайловича, устроил усадьбу в Далматском и назвал его Богучарово. В «Отказной книге 1664 года» указано, что с 13 сентября 1664 года «пустошь Татаринова Богучарова тож» даруется царём Михаилом Фёдоровичем Демиду Александровичу Хомякову. Следующее упоминание этого места встречается в 1763 году, когда Тульская провинциальная канцелярия, отвечая на запрос Академии Наук, сообщает, что «…в пятнадцати верстах в деревне Волоти через речку Волоти мост, за которой в левую сторону верстах в трёх село Богучарово, где церковь».
Во второй половине XVIII века один из его потомков бездетный тульский воевода Кирилл Иванович Хомяков, живший в Богучарове, в старости предложил своим крепостным самим выбрать себе барина из рода Хомяковых. Крестьяне выбрали небогатого, но умного и рачительного племянника Кирилла Ивановича — Фёдора Степановича Хомякова. Получив в наследство Богучарово и хозяйственные угодья, он очень успешно занялся хозяйством, приведя свои владения «в блестящее и зажиточное состояние». Крестьяне в усадьбе промышляли хлебопашеством, прядением из шерсти и льна и тканием холстов.

### Строительство усадебного комплекса
При Фёдоре Хомякове в имении была построена деревянная церковь Сретения Господня и усадебный дом. В конце XVIII века был построен новый барский дом — одноэтажное деревянное здание на высоком каменном цоколе. Цокольный этаж предназначался для слуг, а верхний этаж с 28 комнатами был господский. На восточном фасаде расположена открытая каменная терраса с кованой лестницей, ведущей в сад. В овраге Савры была устроена каскадная система из трёх прудов и разбит регулярный липовый парк. Вдоль Нижнего пруда располагались хозяйственные постройки, вдоль Верхнего — парники и теплицы, а Средний пруд предназначался для отдыха. При Фёдоре Хомякове была основана усадебная библиотека, которая пополнялась последующими владельцами имения.
После его смерти в 1796 году усадьба перешла к его сыну Александр Фёдоровичу Хомякову. Он был страстным охотником и каждую осень проводил на охоте по месяцу, «кочуя сотни вёрст вместе с лошадьми, псами и дворовыми мужиками». После его смерти усадьбу наследовал его сын, общественный деятель, уездный предводитель дворянства гвардии поручик Степан Александрович Хомяков, один из основателей Английского клуба в Москве. Страсть к азартным карточным играм привела его к большому проигрышу — более одного миллиона рублей, и к 1810 году семья оказалась на грани разорения. Тогда дела взяла в свои руки его супруга Марья Алексеевна, которая перевела на своё имя большую часть заложенных Степаном Хомяковым деревень, включаю усадьбу Богучарово.

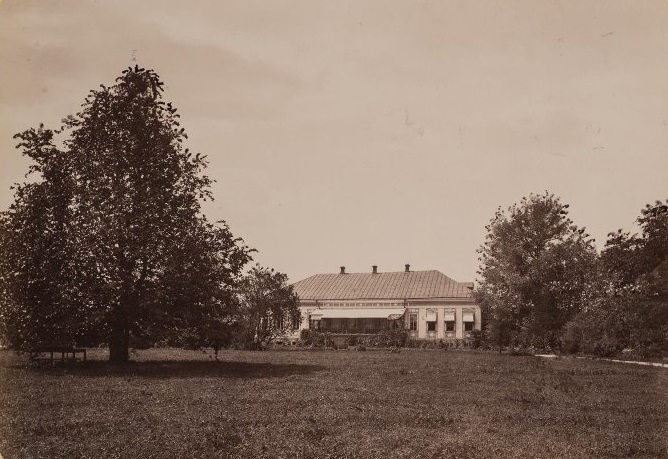
Усадебный дом (1880-е)
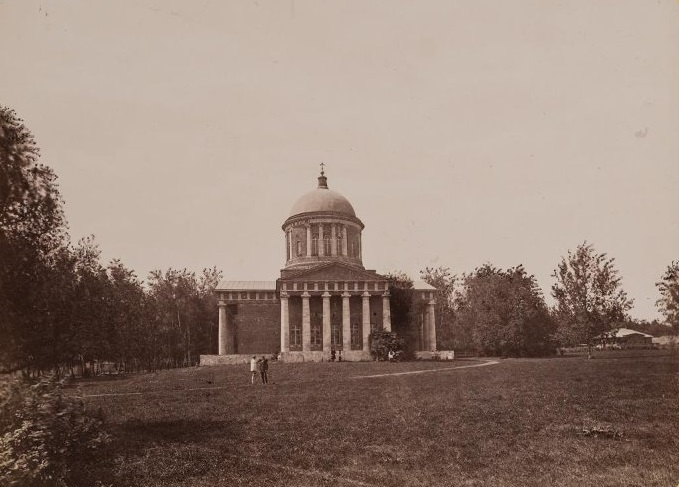
Церковь Сретения Господня (1880-е)
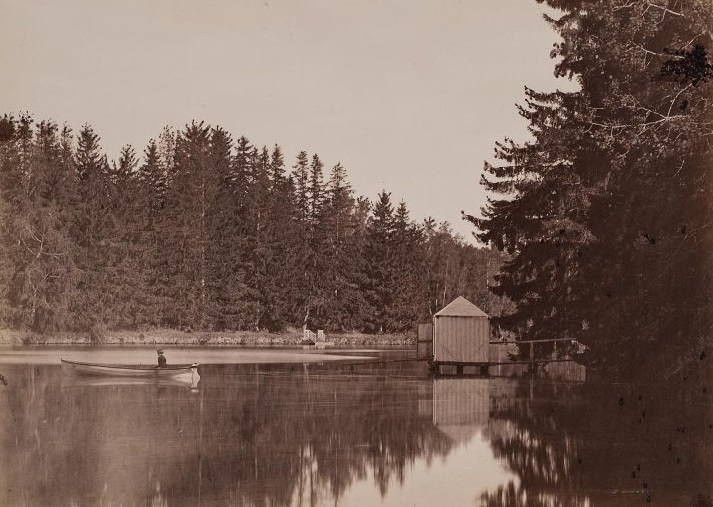
Один из каскадных прудов (1880-е)
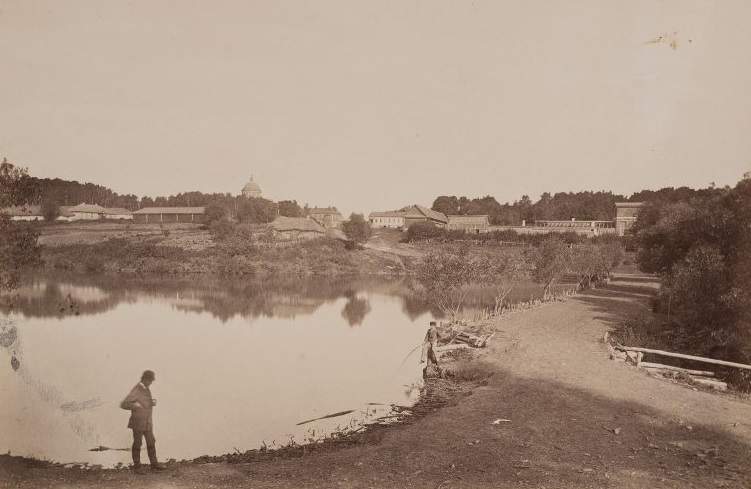
Псарный пруд и общий вид усадьбы (1880-е)

### Сретенская церковь
В 1829 году усадьбу наследует Алексей Хомяков, в которой до того часто бывал лишь в детстве. Хозяйством он практически не занимался, но принимал активное участие в проектировании новой Сретенской церкви, построенной в 1836 году по проекту крепостного архитектора-самоучки Сергея Александрова. Строительство велось на средства его матери Марии Алексеевны Хомяковой, которая в 1812 году, после победы над Наполеоном, дала обет в ознаменование этого события построить церковь.
Храм возведен в эпоху заката русского классицизма, поэтому обладает всеми чертами, присущими этому стилю. Характерной особенностью этого здания является отсутствие апсиды и строгая центричность. План основного объёма храма сочетает внешний квадратный абрис к четырём концам которого примыкают портики с шестью колоннами, с овальным внутренним помещением. Основной объём — ротондальный, был перекрыт сферическим куполом, вытянутым по продольной оси храма.
Центральность композиции храма усиливается равновеликими объёмами алтаря и притвора, расположенными по продольной оси постройки. Влияние классицизма чувствовалось в сочетании кирпичного и белокаменного декора на фасадах. Кирпичный пол решен с солейным выступом во всю ширину основного объёма храма. Пол был выложен керамической плиткой, образующей рисунок сот. Главный престол храма был освящен в честь Сретения Господня, северный — во имя Феодора Тирона, южный посвящен Владимирской иконе Божией Матери. В храме находился иконостас с позолоченными резными царскими вратами, резьба на которых изображала густо сложенные ветви виноградной лозы с кистями винограда. Рядом с церковью была устроена родовая усыпальница Хомяковых.
После того как был возведен храм его архитектору Сергею Александрову дали «вольную», чтобы он учился в Санкт-Петербурге. 25 мая 1840 года Алексей Хомяков писал своему другу Дмитрию Веневитинову:

Начну с просьбы. Податель сего письма, отпущенный мною на волю человек Сергей Александров, ремеслом архитектор, весьма не бездарный, строитель того Великого собора Боучаровского, который тебе известен, едет в Петербург выхлопотать себе звание вольного художника. Не откажи ему в своем пособии, то есть замолви доброе слово у предержащих властей… Доброе дело сделаешь и меня одолжишь.
Цитированное письмо Хомякова является единственным сохранившимся источником сведений об архитекторе Александрове. Никаких следов об его допущении к испытаниям на звание вольного художника в делах Академии художеств не обнаружено. Не известны даты жизни зодчего, ни имя архитектор, служа у которого Александров мог приобрести знания и опыт, необходимые для самостоятельного проектирования и строительства такого крупного здания, как храм в Богучарове.

### Пейзажный парк, перестройка дома и колокольня

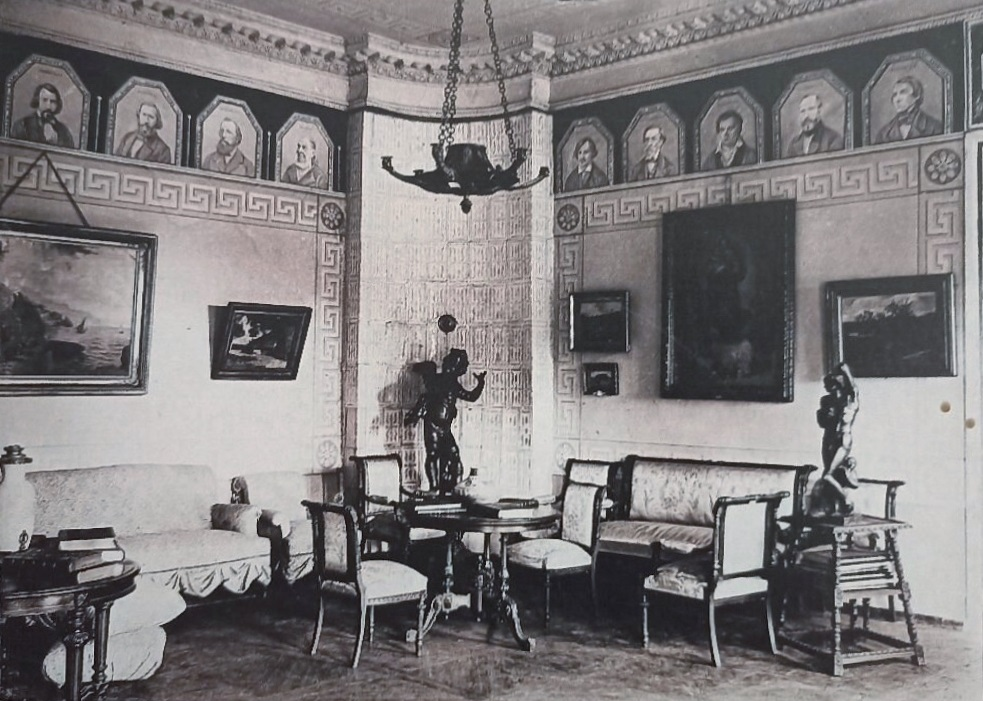
Интерьер усадебного дома в начале XX века

Помимо регулярного парка на территории усадьбы был разбит и пейзажный, расположенный за прудами по склонам полей и оврагов. Группы деревьев здесь были образованы из лиственных, хвойных и смешанных пород. Парк спускался к Среднему пруду и ограничивался с юга проходящей через усадьбу дорогой. Прямоугольник парка был прорезан тремя липовыми аллеями, одна шла параллельно дому, две другие в южной части парка — перпендикулярно дому и спускались к Среднему пруду. В центре парка была большая поляна, по её краям и в середине располагались большие деревья (липа, дуб, раньше были каштаны и кедры). Справа от поляны находился «театр», который был обсажен липами по периметру. Вдоль дороги — небольшой вал, который был обсажен двумя рядами лип. С юга и севера к усадьбе примыкали яблоневые сады, на востоке — поля.
С 1832 по 1860 год Алексеем Хомяковым в Богучарове были написаны многие философские и исторические сочинения, стихотворения и публицистические статьи, здесь бывали Николай Гоголь, Николай Языков, Михаил Погодин и многие другие видные деятели того времени. Он добавил целый шкаф к библиотеке, созданной его прадедом, где хранились его собственные сочинения и сочинения членов его кружка, часто с автографами дарителей. Описание внешнего вида библиотеки оставил тульский краевед Николай Троицкий в своей историко-археологическая записка о селе Богучарово 1914 года:

…особенно замечательна наследственная библиотека, помещающаяся в одной из больших комнат и двух кабинетах и даже в коридоре и над коридором. Здесь множество изданий и на многих иностранных языках, в том числе есть многотомные, редкие и весьма ценные издания, относящиеся к разным областям наук, и очень многие по истории искусства. Книги размещены большею частию рядами на открытых полках, в нескольких шкафах и просто на столах и этажерках.
Сын Хомякова, Дмитрий Алексеевич, унаследовавший усадьбу в 1860 году, также занимался пополнением семейной библиотеки. Приобретённые им книги имели суперэкслибрис «Д.Х.» и часто пометку о времени и месте покупки. При нём к господскому дому пристроили два флигеля, рядом появились парники и оранжерея, дом для управляющего.
Усадебный дом стал представлять собой П-образное в плане здание из-за пристроенных флигелей, которые соединены переходами с основным объёмом. Центральное окно западного фасада отмечено фронтоном треугольной формы, а два соседних — пальметтами. Фасад прорезан окнами равномерно, они несколько утоплены в плоскости стен здания. Между оконными проемами пространство украшают плоские пилястры — каннелированные на восточном, выходящем на парк фасаде и гладкие — на северном, западном, южном фасадах. Окна паркового фасада также украшены профилированными треугольными фронтонами, а также лепными розетками, а центральные окна декорированы пальметтами. Здание опоясано профилированным карнизом с большим выносом и широким фризом с лепными украшениями. На восточном фасаде — просторная терраса с ведущей в парк лестницей. Дом делится на две половины: вдоль паркового фасада расположены анфиладою 6 парадных комнат, а с другой стороны — выходящие в коридор 4 изолированные жилые комнаты. Особенно интересной была каминная с роскошным лепным украшением потолка и двумя каминами в торцах комнаты.
Дом управляющего был построен в центре усадьбы, рядом с господским домом. Это двухэтажное здание с кирпичным первым и деревянным вторым этажом. Первый этаж делится коридором на две части, а на второй этаж можно было подняться по двум чугунными лестницам.
В 1894 году в честь 90-летия со дня рождения отца, Дмитрий Хомяков возвел колокольню, прототипом которой послужила кампанила собора Святого Марка в Венеции. Колокольня была спроектирована петербургским архитектором Николаем Султановым, одним из идеологов русского стиля. При этом в Богучарово архитектор решил изменить своему творческому вкусу и выбрал венецианский прототип. Над проектом колокольни он работал вместе с художником Павлом Жуковским, сыном поэта Василия Жуковского. Крест для колокольни изготовили на московской фабрике И. П. Хлебникова. В одном из писем Сергею Шереметеву уже в 1900-е годы Николай Султанов вспоминал:

Мы с Жуковским выстроили Хомякову в его Тульском Богучарове колокольню совершенно в характере башни в S.Marco и S.Giorgi Magyiore, так что у бедной венецианской покойницы осталась внучка в России.
Покойницей венецианскую кампанилу он называет в связи с тем, что в июле 1902 года из-за общего износа она рухнула, а в 1912 году была воссоздана в изначальном виде.

### Советские годы
Имение Хомяковых, согласно решению Тульского губернского земельного отдела от 8 марта 1919 года, было преобразовано в совхоз огородничества и садоводства. В усадебном доме был открыт музей культуры и быта первой половины XIX века. Первые четыре года существования музея его судьбой занимался Фёдор Челищев (1879—1942), внук Алексея Хомякова, который 31 марта 1923 года был арестован губернским розыском за агитационную деятельность и приговорён к трём годам ссылки. В Богучарово он уже не вернулся и умер в 1942 году во Владимире. Богучаровский музей перестал существовать, а его имущество в 1924 году было перевезено в Тулу. Большая часть коллекций музея оказалась в Москве в Историческом музее, а в усадьбе поселили работников совхоза «Богучарово». В господском доме, помимо жилого фонда, в разные годы располагались музей, школа, летняя колония для малолетних детей рабочих Тульского оружейного завода, театральный зал, бухгалтерия, почтовое отделение, сельский совет и администрация Октябрьского сельского округа.
Сретенская церковь была закрыта в 1930-е годы. В последующие годы в ней располагались склад и овощехранилище местного совхоза. В 1969 году решением исполнительного комитета Тульского областного Совета депутатов трудящихся Сретенская церковь и колокольню в Богучарово признали памятником архитектуры XIX века и приняли на государственную охрану. В 1970-е годы на 8 гектарах территории усадьбы за прудом была построена закрытая обкомовская дача, огороженная глухим забором. Там любил проводить лето вместе с семьёй первый секретарь Тульского обкома КПСС был Иван Юнак.

## Современность
В 1992 году Сретенская церковь была возвращена верующим, и по благословению митрополита Тульского и Белевского Серапиона здесь вновь открыли приход, а в феврале 1993 года отслужили первую после многолетнего перерыва литургию. В 1996 году в посёлке Октябрьском был открыт культурно-просветительский центр Хомякова, впервые состоялись «Хомяковские чтения» с участием потомков Хомякова. В 1995 году усадьба Богучарово получила статус объекта культурного и исторического наследия федерального уровня. В 2001 году предстоятель Русской православной церкви патриарх Алексий II во время пастырского визита в Тулу посетил Сретенскую церковь. Объём накопившихся материалов по жизни Хомякова, рост фондов способствовал созданию 1 января 2005 года «Историко-художественного музея А. С. Хомякова» в части бывшего усадебного дома. В 2008—2016 годы были проведены реставрационные работы фасадов, кровли, цоколя и отмостки усадьбы.
Сейчас музей «Усадьба А. С. Хомякова» — филиал Тульского историко-архитектурного музея. В ансамбль усадьбы входит комплекс мемориальных зданий, которые были свидетелями жизни и деятельности Алексея Хомякова:
- господский дом (конец XVIII века) с 28 комнатами с флигелями (2-я пол. XIX века) с каминным залом с лепниной;
- храм во имя Сретения Господня (1840);
- колокольня (1894);
- дом управляющего (2-я половина XIX века, используется под жилой фонд);
- регулярный (XVIII век) и пейзажный парки (XIX век);
- система трёх каскадных прудов;
- кладбище (2-я половина XIX века), расположенное в северо-западной части усадьбы, на котором сохранились каменные надгробия, самые ранние из которых относятся к 1860 году.

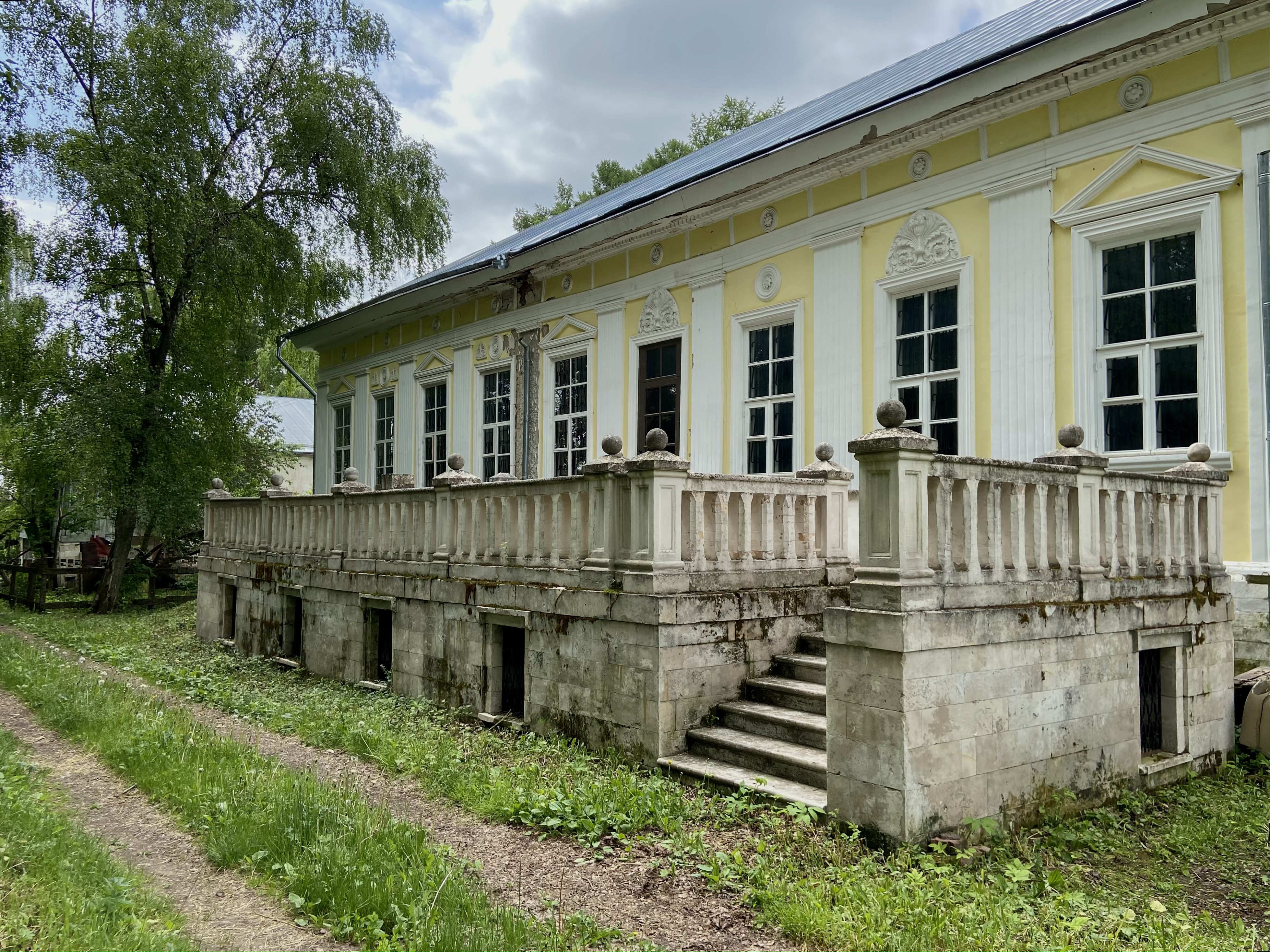
Усадебный дом
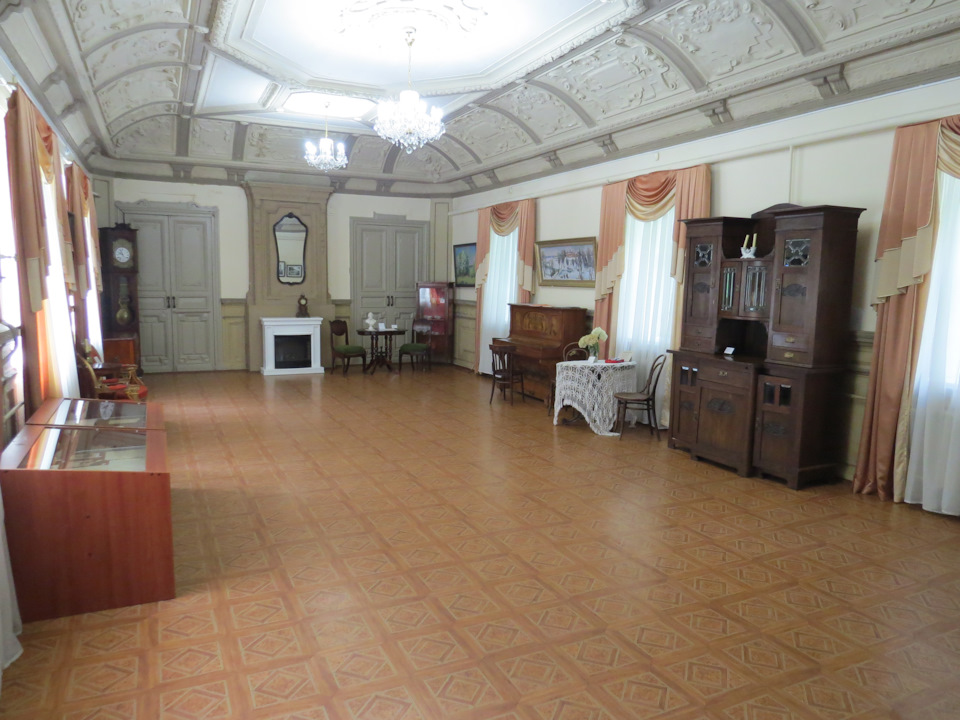
Интерьер усадебного дома
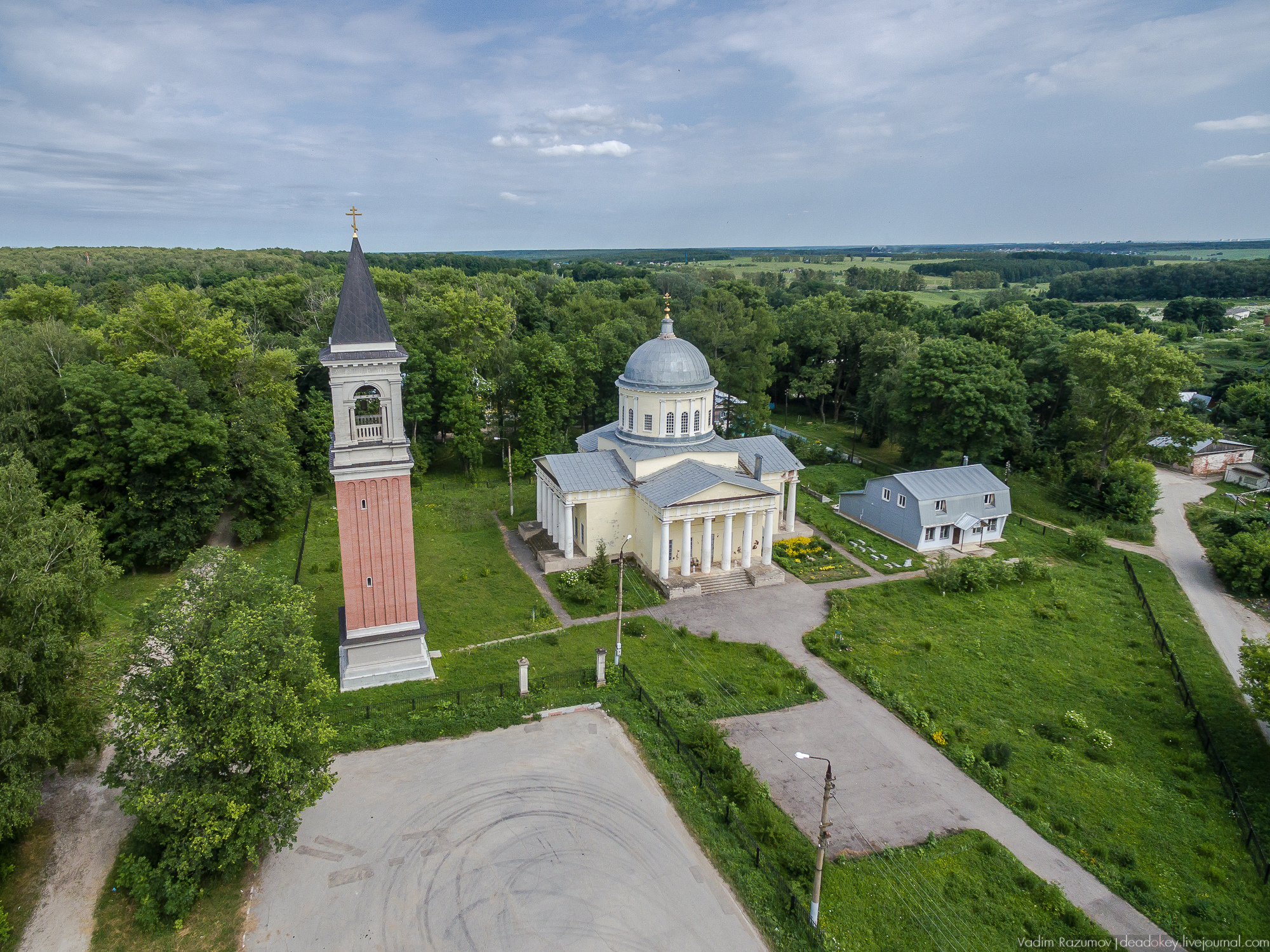
Церковь Сретения Господня с колокольней
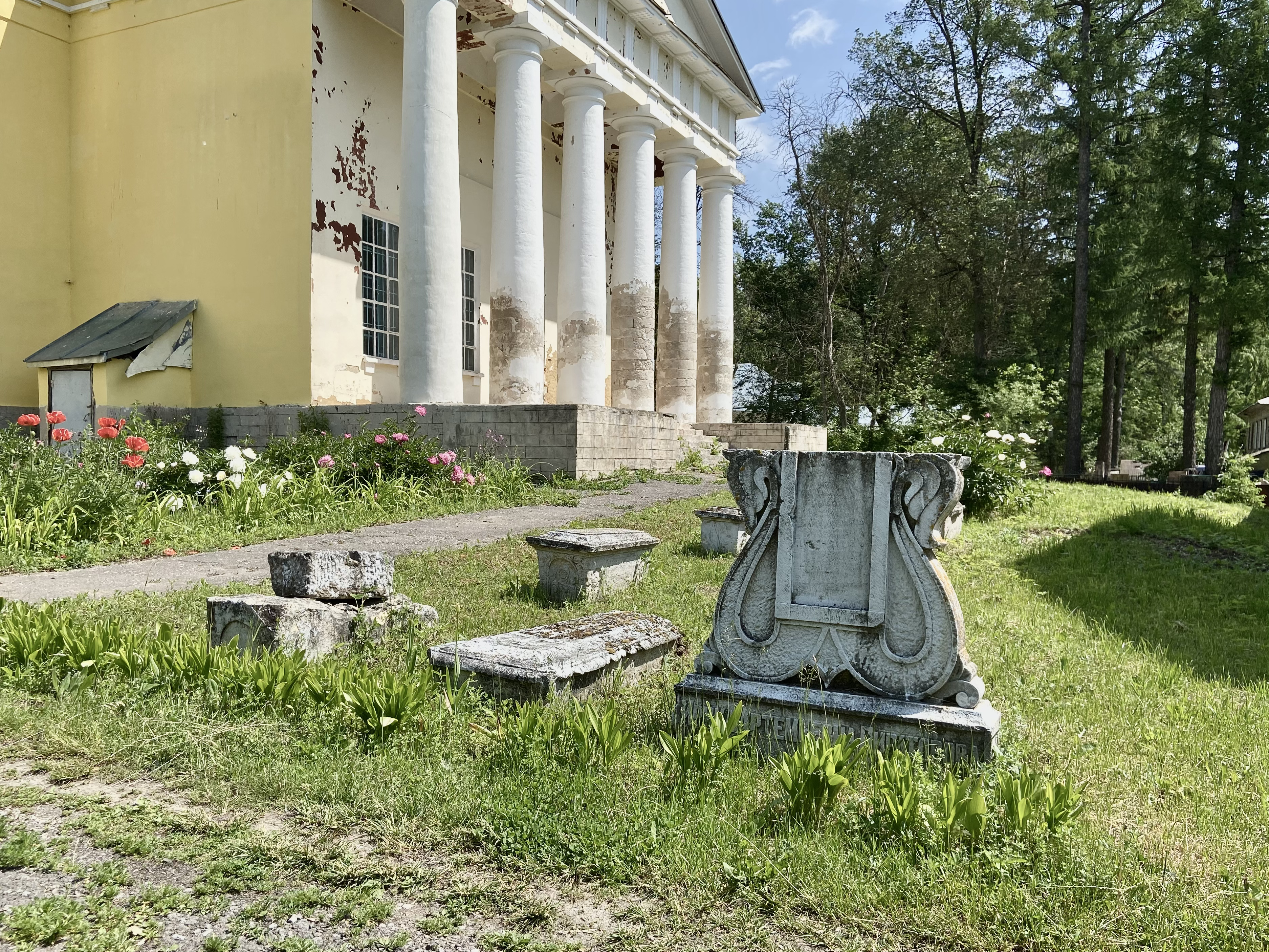
Семейные захоронения Хомяковых

## Проблемы
Несмотря на строгие запреты, обусловленные статусом памятника, территория усадьбы Богучарово уже в современной России претерпела существенные изменения. В 1995 году рядом с обкомовской дачей был построен корпус гостиницы «Атриум». 2 июля 2015 года старый проект охраны памятника заменён новым. В результате охранная зона уменьшена в четыре раза, зона охраняемого ландшафта уменьшена в три раза, а зона регулируемой застройки увеличена в 17 раз, причём высота построек на старых фундаментах не превышала 6 м, а в новом проекте она доведена до 16,5 м (для коттеджей).
Историко-художественный музей Алексея Хомякова до сих пор занимает половину усадебного дома на правах арендатора. В оставшейся половине, флигелях, доме управляющего и оранжерее размещаются жилые квартиры, где живут порядка двадцати семей. В усадьбе есть газ, электричество и отопление, но нет воды и канализации.